# Obiectivul de Dezvoltare Durabilă 9
Obiectivul de dezvoltare durabilă 9 (ODD 9 sau Obiectivul Global 9) - „Industrie, inovare și infrastructură” este unul dintre cele 17 Obiective de Dezvoltare Durabilă adoptate de Națiunile Unite în 2015. Potrivit Organizației Națiunilor Unite, obiectivul este: „Construcția unei infrastructuri rezistente, promovarea industrializării incluzive și durabile și încurajarea inovației”.
Obiectivul are 8 ținte, iar progresul este măsurat prin 12 indicatori. Primele 5 ținte sunt ținte de rezultat. Acestea sunt: dezvoltarea unei infrastructuri durabile, reziliente și incluzive, promovarea industrializării incluzive și durabile, creșterea accesului la servicii financiare și la piețe, modernizarea tuturor sectoarelor industriale și infrastructurii pentru sustenabilitate, îmbunătățirea cercetării și modernizarea tehnologiilor industriale. Celelalte 3 ținte sunt „mijloace de implementare”: facilitarea dezvoltării durabile a infrastructurii pentru țările în curs de dezvoltare, sprijinirea dezvoltării tehnologiei interne și diversificarea industrială, accesul universal la tehnologia informației și comunicațiilor.
În 2019, s-a raportat că „intensitatea emisiilor globale de dioxid de carbon a scăzut cu aproape un sfert din 2000, indicând o decuplare generală a emisiilor de dioxid de carbon de creșterea economică”. Milioane de oameni încă nu au acces la internet din cauza costurilor, acoperirii sau din alte motive. Se estimează că doar 54% din populația lumii sunt în prezent (în 2020) utilizatori de internet.

## Context
Scopul obținerii unei industrializări incluzive și durabile este de a „declanșa forțe economice dinamice și competitive care să genereze locuri de muncă și venituri”. Acest obiectiv include eforturile pentru asigurarea rezilienței urbane și în construcții.
ODD 9 recunoaște drept crucială capacitatea umanității de a se conecta și de a comunica eficient, de a transloca oamenii și lucrurile în mod eficient și de a dezvolta noi abilități, industrii și tehnologii, pentru rezolvarea numeroaselor provocări interconectate, economice, sociale și de mediu, ale secolului XXI.
Pentru dezvoltarea cu succes a unei comunități, cerința de bază este existența unei infrastructuri funcționale și puternice. ODD 9 se referă la promovarea tehnologiilor inovatoare și durabile, la asigurarea egalității și la accesul universal la informații și piețe financiare.
Dezvoltarea tehnologică în infrastructură este cea care dă naștere unei societăți durabile. Se așteaptă ca aceasta să creeze prosperitate și locuri de muncă și să construiască societăți stabile și prospere pe tot globul. Accentul este pus pe dezvoltarea de soluții de infrastructură fiabile și durabile care să sprijine dezvoltarea economică și bunăstarea umană, asigurând totodată accesibilitatea financiară. Acest obiectiv are ca scop asigurarea că, la nivel global, fiecare comunitate deține o infrastructură bună.
Realizarea ODD 9 va necesita o finanțare semnificativă și voință politică. Principalele provocări includ îmbunătățirea accesului la internet în țările în curs de dezvoltare, transportul inadecvat (în special în țările în curs de dezvoltare fără ieșire la mare) și decalajele în privința investițiilor în cercetare și dezvoltare și a numărului de cercetători din țările în curs de dezvoltare în comparație cu țările dezvoltate.
Recuperarea industriilor prelucrătoare după pandemia de coronavirus (COVID-19) rămâne incompletă și inegală. Creșterea globală a producției a încetinit la 3,3% în 2022, de la 7,4% în 2021. Progresul în țările cel mai puțin dezvoltate este departe de a fi suficient pentru a atinge obiectivul de dublare a ponderii producției de producție în produsul intern brut (PIB) până în 2030. Cu toate acestea, industriile cu tehnologie medie-înaltă și înaltă au demonstrat rate de creștere robuste.
În 2022, 95% din populația lumii avea acces la o rețea mobilă de bandă largă, dar unele zone erau încă neacoperite. Emisiile globale de dioxid de carbon (CO2) provenite din arderea combustibililor și din procesele industriale au crescut cu 0,9%, până la un nou maxim istoric de 36,8 miliarde de tone, cu mult sub creșterea PIB-ului global, revenind la tendința de decuplare a emisiilor de creșterea economică înregistrată în cei 10 ani anteriori. Ponderea ocupării forței de muncă în producție din totalul ocupării forței de muncă a continuat să scadă la nivel mondial, scăzând de la 14,3% în 2015 la 13,6% în 2021.
Cheltuielile globale pentru cercetare și dezvoltare ca proporție din PIB au crescut de la 1,69% în 2015 la 1,93% în 2020, iar numărul de cercetători la un milion de locuitori a crescut la nivel mondial de la 1.022 în 2010 la 1.160 în 2015 și la 1.342 în 2020.

## Ținte, indicatori și progres
ODD 9 cuprinde 8 ținte specifice. Primele cinci sunt numite „ținte de rezultat” (9.1-9.5), iar ultimele trei sunt „mijloace de atingere a țintelor” (9.a-9.c). Țintele de rezultat sunt: dezvoltarea unei infrastructuri durabile, promovarea industrializării incluzive și sustenabile, creșterea accesului la servicii financiare și la piețe, modernizarea tuturor sectoarelor industriale și infrastructurii pentru sustenabilitate, îmbunătățirea cercetării și modernizarea tehnologiilor industriale. Fiecare țintă include unul sau mai mulți indicatori care măsoară progresul realizat.

### Ținta 9.1: Dezvoltarea unei infrastructuri durabile, rezistente și incluzive

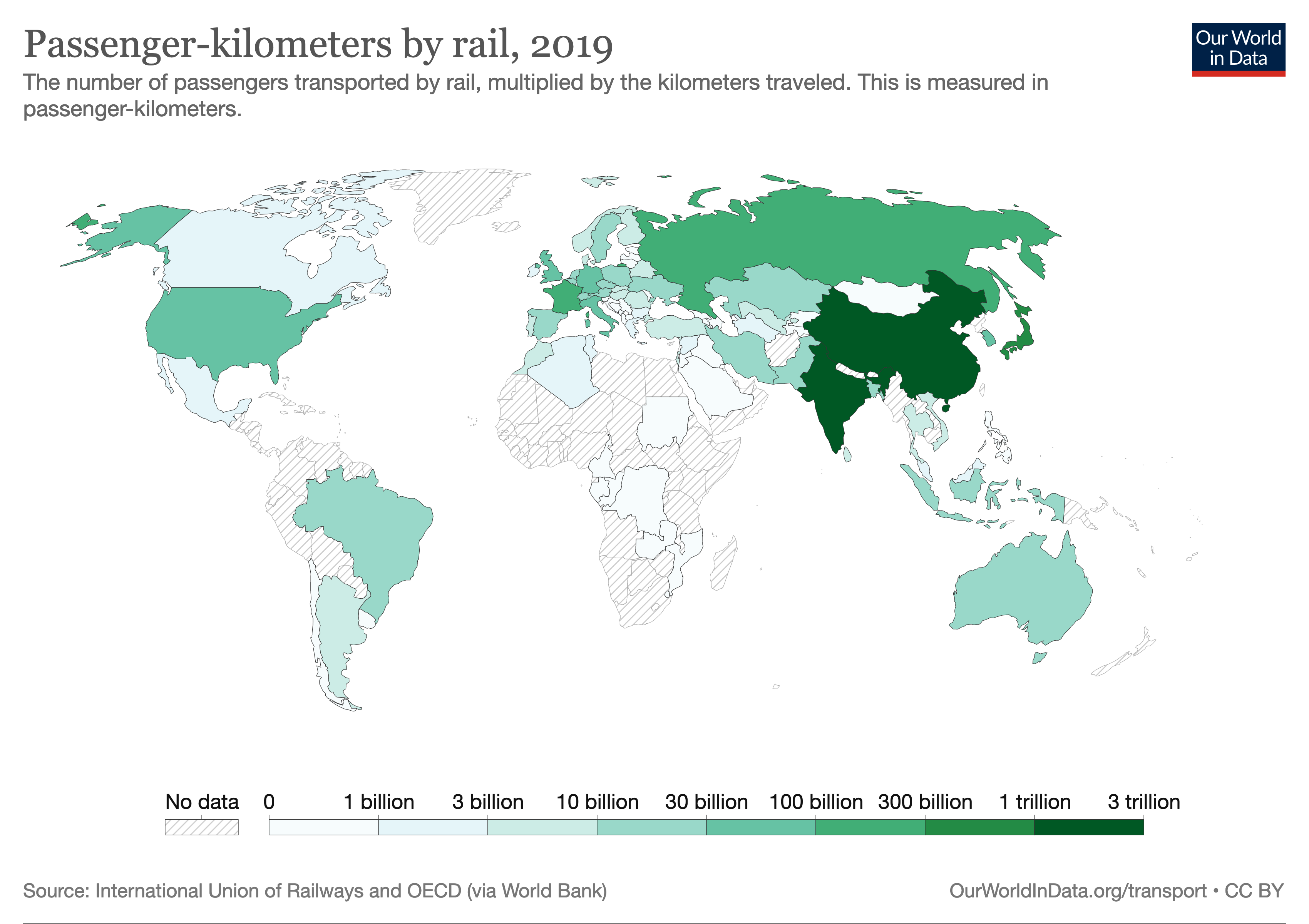
Harta lumii pentru indicatorul 9.1.2: Transport feroviar de pasageri (pasager-km)

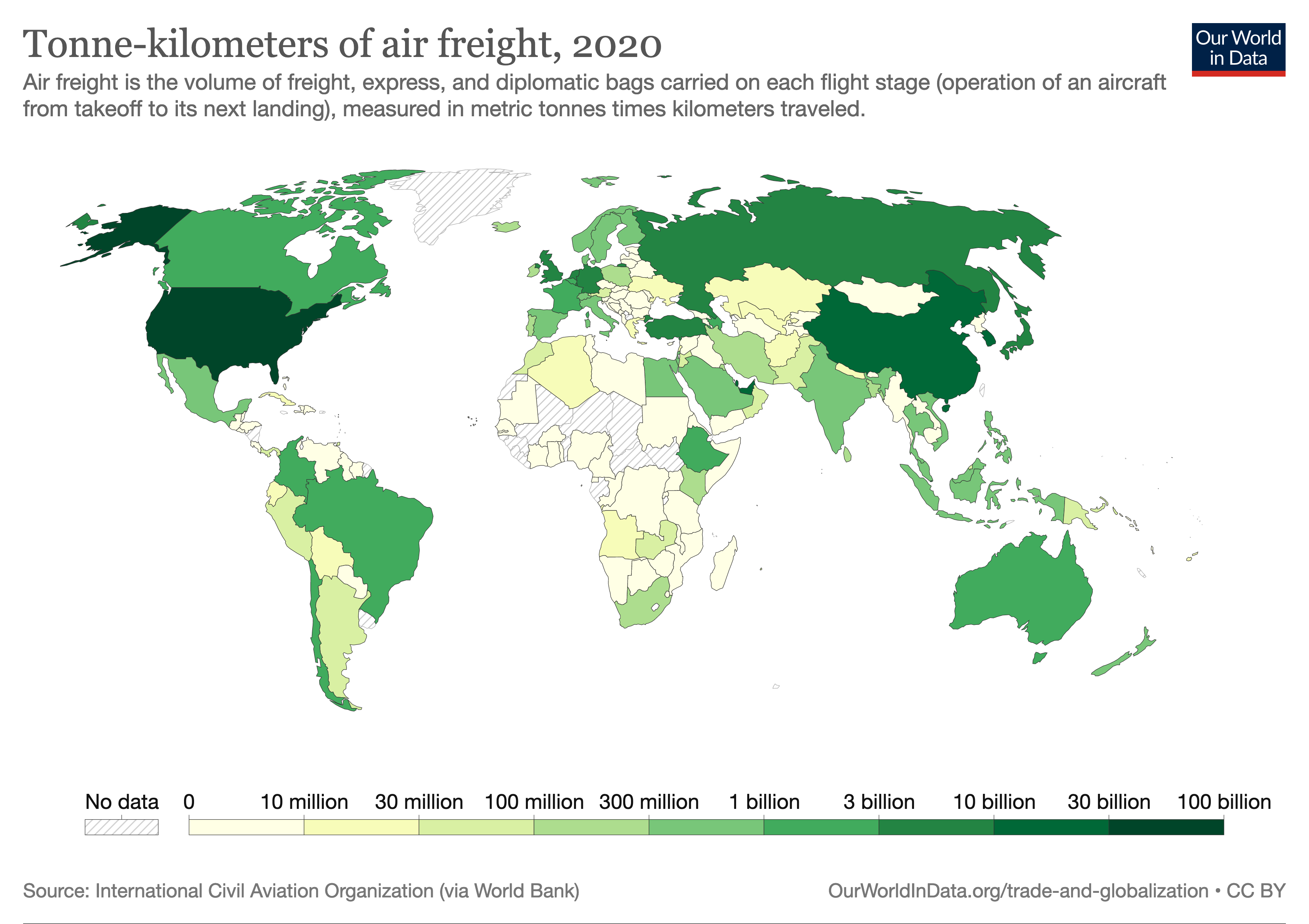
Harta lumii pentru indicatorul 9.1.2: Transport aerian de marfă (tone-km)

Textul integral al Țintei 9.1 este: „Dezvoltarea unei infrastructuri de calitate, fiabilă, durabilă și rezistentă, inclusiv infrastructura regională și transfrontalieră, pentru a sprijini dezvoltarea economică și bunăstarea umană, cu accent pe accesul accesibil și echitabil pentru toți”. 
Această țintă are doi indicatori:
- indicatorul 9.1.1: „Ponderea populației rurale care locuiește pe o rază de 2 km față de un drum accesibil în toate anotimpurile”,
- indicatorul 9.1.2: „Volumele de pasageri și mărfuri transportate, după modul de transport”.

### Ținta 9.2: Promovarea industrializării incluzive și durabile

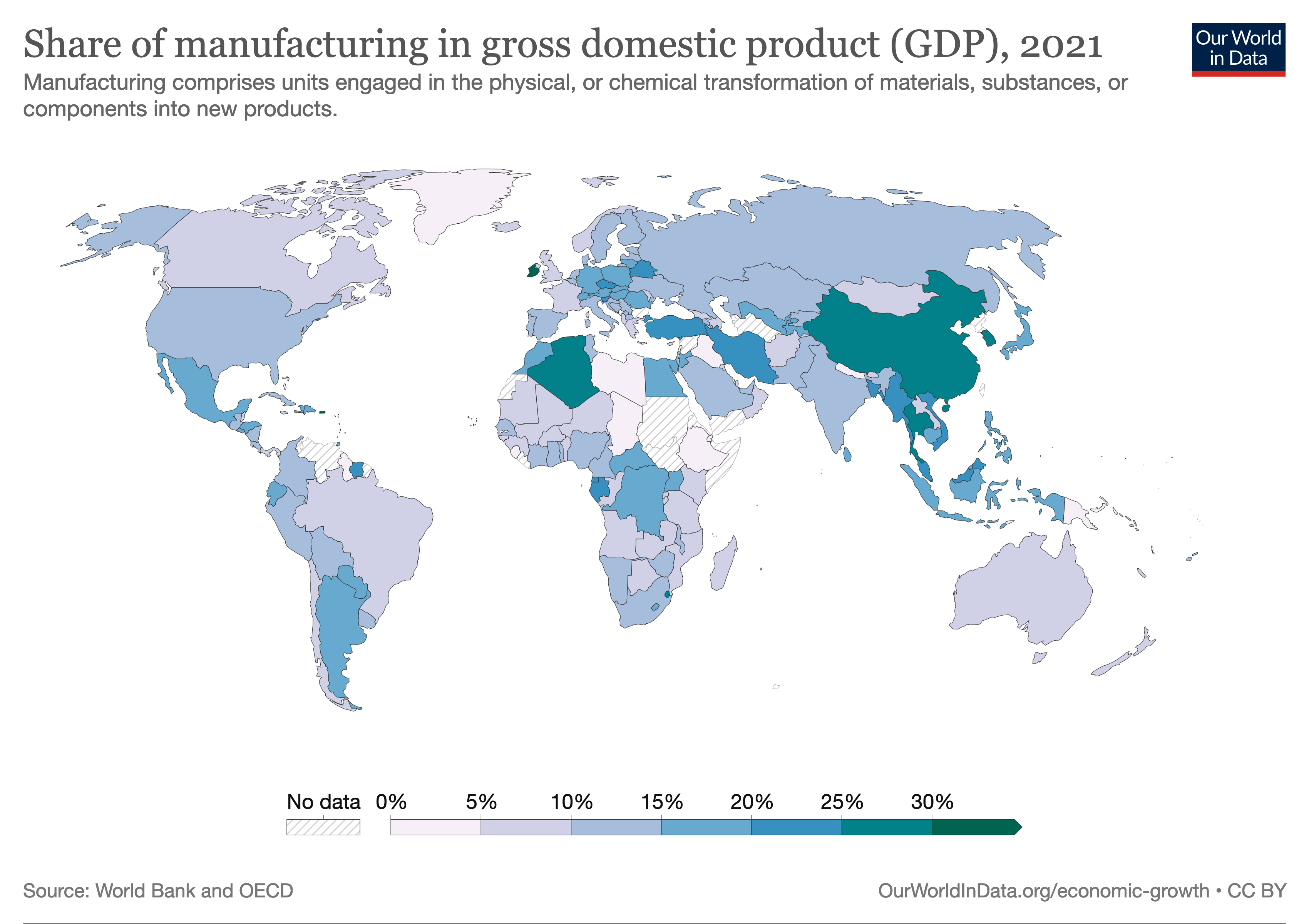
Harta lumii pentru indicatorul 9.2.1: Ponderea valorii adăugate a producției în PIB (%)

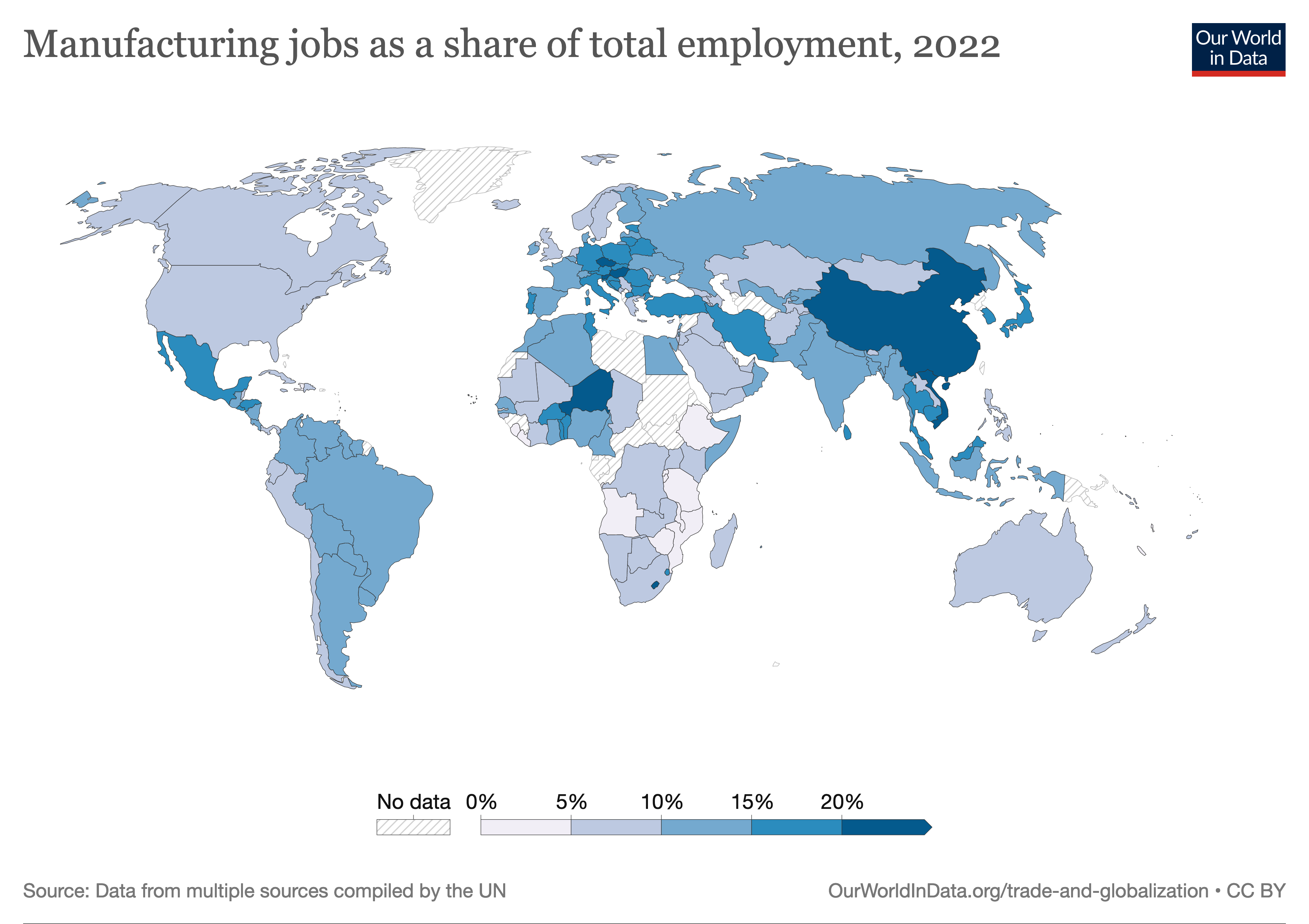
Harta lumii pentru indicatorul 9.2.2: Ponderea ratei de ocupare a forţei de muncă în producţie ca proporţie din totalul ocupării forţei de muncă

Textul integral al Țintei 9.2 este: „Promovarea industrializării incluzive și durabile și, până în 2030, creșterea semnificativă a ratei de ocupare a forței de muncă în industrie și a ponderii industriale în produsul intern brut, în conformitate cu circumstanțele naționale, precum și dublarea ponderii în țările cel mai puțin dezvoltate".
Această țintă are doi indicatori:
- indicatorul 9.2.1: „Valoarea adăugată a producției ca proporție din PIB și per locuitor”,
- indicatorul 9.2.2: „Rata de ocupare a forței de muncă în producție ca proporție din totalul ratei de ocupare”.

Industria este o sursă majoră de locuri de muncă. În 2016, țările cel mai puțin dezvoltate au înregistrat valori mai mici ale „valorii adăugate de producție per locuitor”. Valorile înregistrate de Europa și America de Nord a fost de 4.621 USD, comparativ cu aproximativ 100 USD în țările cel mai puțin dezvoltate.
Rata de ocupare a forței de muncă în industrie la nivel global nu s-a modificat drastic. În 1991, rata de ocupare a forței de muncă în industrie a reprezentat aproximativ 21% din totalul ratei totale la nivel global, în timp ce în 2017 a reprezentat 22%.
Rata de ocupare a forței de muncă în industrie crește mai ales în țările în curs de dezvoltare, dar scade în țările dezvoltate. În Germania, rata de ocupare a forței de muncă în industrie a reprezentat 47% din total în 1991, dar a scăzut la 27% în 2017 În Kenya, rata de ocupare a forței de muncă în industrie a reprezentat 6% din total și a crescut cu două puncte procentuale, la 8%, în 2017.

### Ținta 9.3: Creșterea accesului la serviciile și piețele financiare

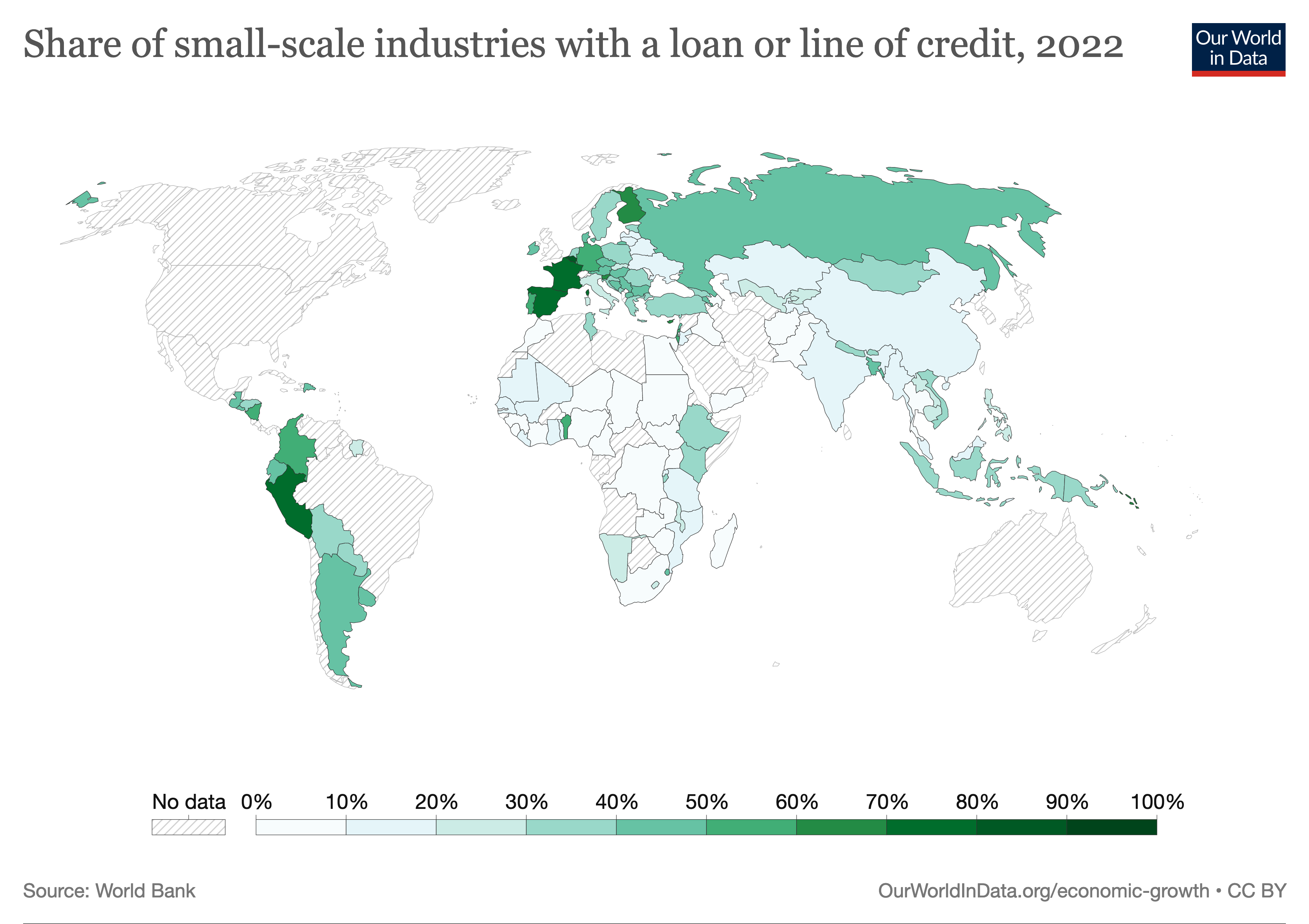
Harta lumii pentru indicatorul 9.3.2: Ponderea industriilor la scară mică beneficiare ale unui împrumut sau unei linii de credit

Textul integral al Țintei 9.3 este: „Creșterea accesului întreprinderilor industriale la scară mică și al altor întreprinderi, în special în țările în curs de dezvoltare, la serviciile financiare, inclusiv credite accesibile și integrarea acestora în lanțurile valorice și piețe".
Această țintă are doi indicatori:
- indicatorul 9.3.1: „Ponderea industriilor la scară mică în valoarea adăugată totală a industriei”,
- indicatorul 9.3.2: „Ponderea industriilor la scară mică beneficiare ale unui împrumut sau unei linii de credit”.

Potrivit unui raport de progres al ONU din 2020, „doar 22% din industriile la scară mică din Africa subsahariană au primit împrumuturi sau linii de credit, comparativ cu 48% în America Latină și Caraibe”.

### Ținta 9.4: Modernizarea tuturor sectoarelor industriale și infrastructurii pentru durabilitate

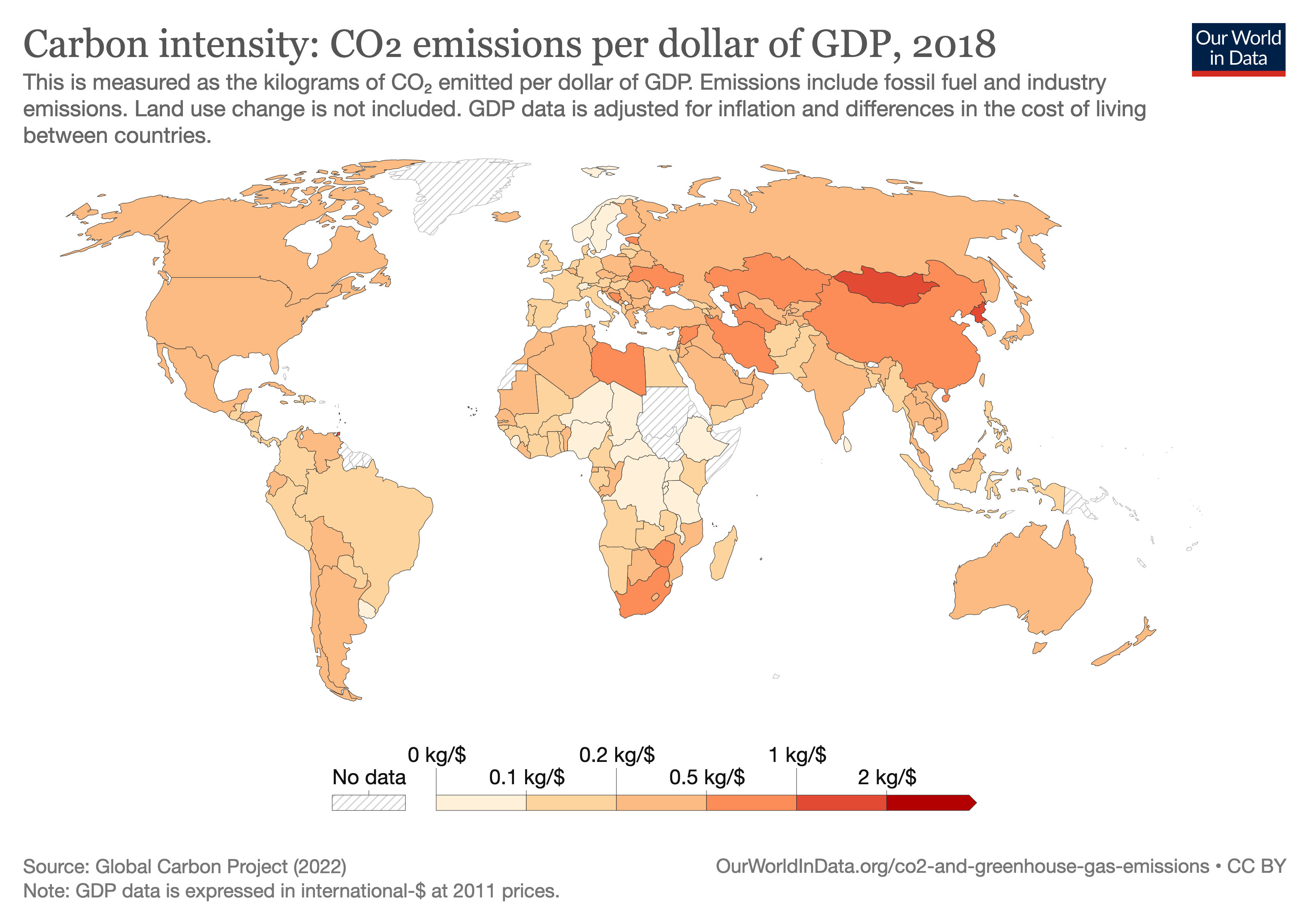
Harta lumii pentru indicatorul 9.4.1: Intensitatea emisiilor de carbon din economie

Textul integral al Țintei 9.4 este: „Până în 2030, modernizarea infrastructurii și a sectoarelor industriale pentru a le face durabile, cu o eficiență sporită a utilizării resurselor și o mai mare adoptare a tehnologiilor și a proceselor industriale curate și ecologice, în conformitate cu capacitățile fiecărei țări". 
Această țintă are un singur indicator: „Emisii de CO2 pe unitatea de valoare adăugată.
Potrivit unui raport de progres al ONU din 2020, „intensitatea emisiilor globale de dioxid de carbon a scăzut cu aproape un sfert din 2000, arătând o decuplare generală a emisiilor de dioxid de carbon de creșterea PIB”.

### Ținta 9.5: Îmbunătățirea cercetării și modernizarea tehnologiilor industriale

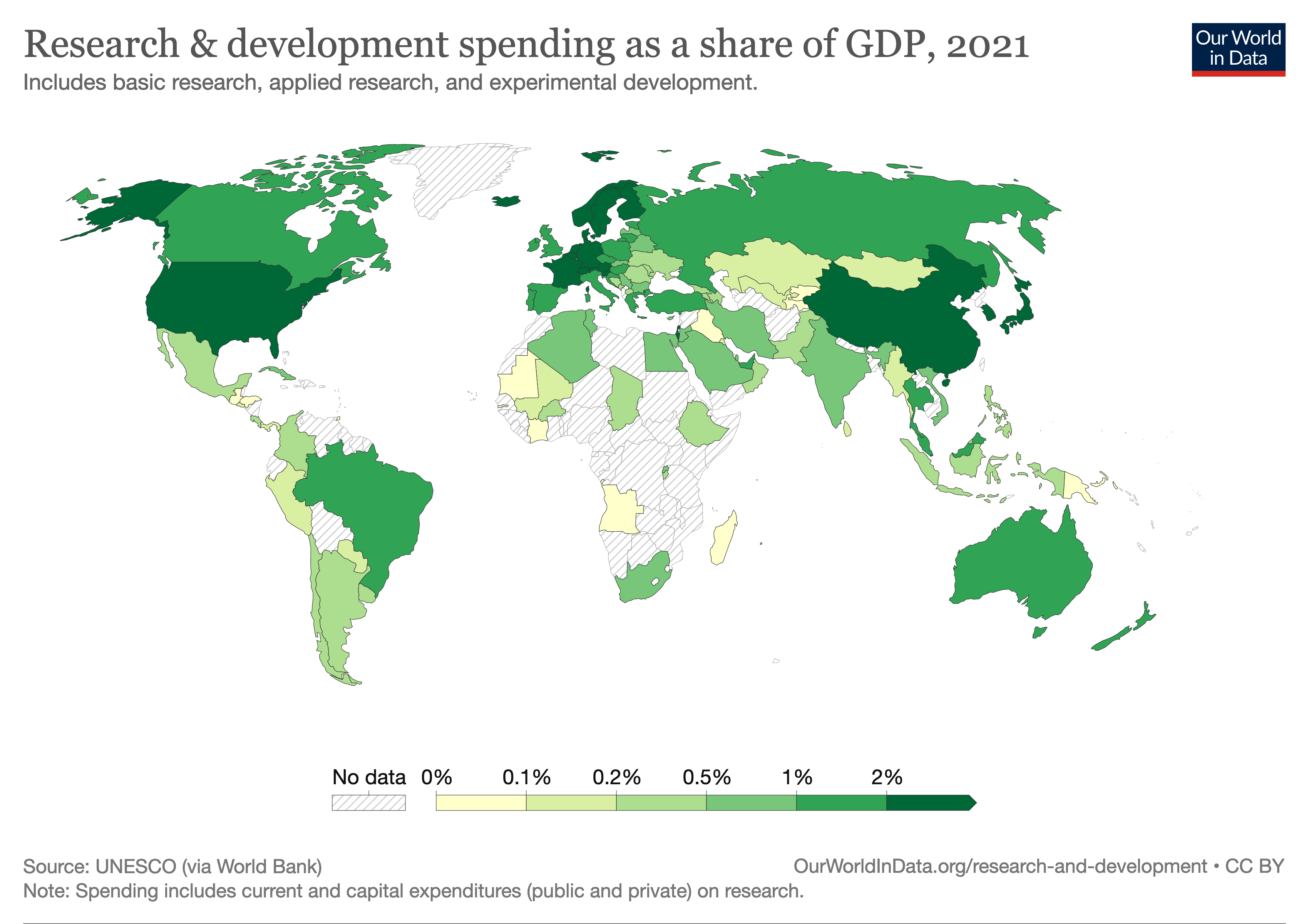
Harta lumii pentru indicatorul 9.5.1: Cheltuieli pentru cercetare și dezvoltare ca pondere din PIB

Textul integral al Țintei 9.5 este: „Îmbunătățirea cercetării științifice, îmbunătățirea capacităților tehnologice ale sectoarelor industriale din toate țările, în special țările în curs de dezvoltare, inclusiv, până în 2030, încurajarea inovației și creșterea substanțială a numărului de lucrători în cercetare și dezvoltare la 1 milion de oameni și a cheltuielilor publice și private pentru cercetare și dezvoltare". 
Această țintă are doi indicatori:
- indicatorul 9.5.1: „Ponderea cheltuielilor de cercetare și dezvoltare în produsul intern brut”,
- indicatorul 9.5.2: „Numărul de cercetători (în echivalent normă întreagă) la un milion de locuitori”.

În Europa și America de Nord, numărul de cercetători la un milion de locuitori a crescut la 3.372, iar în Africa subsahariană, numărul de cercetători la un milion de locuitori a fost aproape de 99 Până în 2018, femeile reprezentau 33% dintre cercetători, deși lipsesc date din unele dintre cele mai populate țări.
Până în 2018, cercetarea și dezvoltarea reprezentau în medie 1,79% din PIB-ul global conform Institutului de Statistică al UNESCO. Deși cheltuielile pentru cercetare au crescut în majoritatea regiunilor între 2014 și 2018, până în 2018, 80% dintre țări au investit în continuare mai puțin de 1% din PIB în cercetare și dezvoltare.
Țările G20 au reprezentat nouă zecimi din cheltuielile de cercetare, cercetători, publicații și brevete În unele cazuri, numărul de cercetători a crescut mai repede decât cheltuielile aferente, rezultând o scădere a valorii finanțărilor disponibile fiecărui cercetător. Angajamentele față de ODD 9.5 nu au stimulat o creștere a raportării datelor. Dimpotrivă, un total de 99 de țări au raportat date privind investițiile interne în cercetare în 2015, dar numai 69 de țări în 2018. În mod similar, 59 de țări au înregistrat numărul de cercetători (în echivalent normă întreagă) în 2018, în scădere față de 90 de țări în 2015.

### Ținta 9.a: Facilitarea dezvoltării durabile a infrastructurii pentru țările în curs de dezvoltare

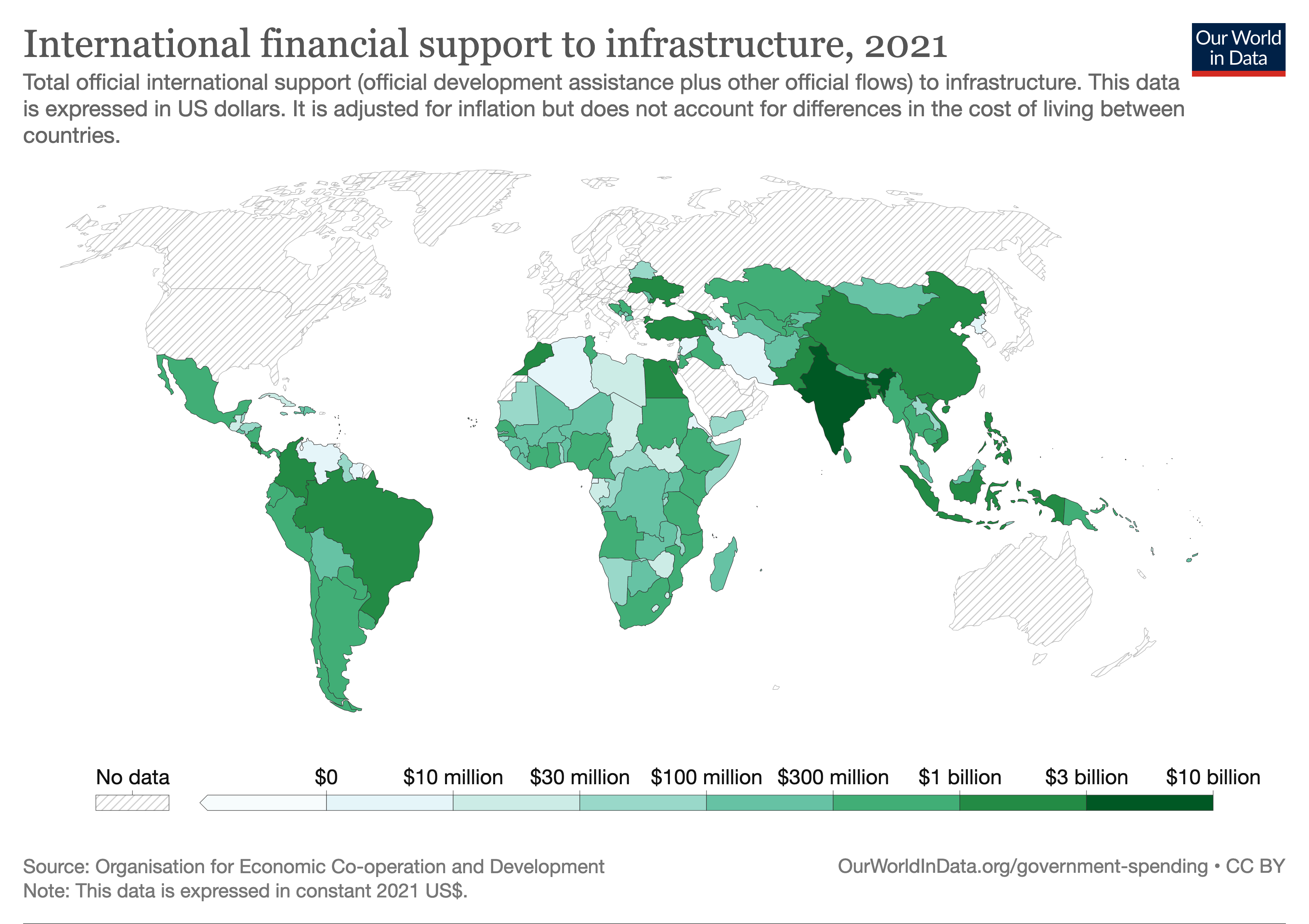
Harta lumii pentru indicatorul 9.a.1: Sprijinul internațional oficial pentru infrastructură, după destinatar

Textul integral al Țintei 9.a este: „Facilitarea dezvoltării durabile și rezistente a infrastructurii în țările în curs de dezvoltare prin sprijin financiar, tehnologic și tehnic sporit pentru țările africane, țările cel mai puțin dezvoltate, țările în curs de dezvoltare fără ieșire la mare și micile state insulare în curs de dezvoltare".
Această țintă are un singur indicator: indicatorul 9.a reprezintă „Sprijinul internațional oficial total [Asistență Oficială pentru Dezvoltare (AOD) plus Alte Fluxuri Oficiale (AFO)] pentru infrastructură”.

### Ținta 9.b: Sprijinirea dezvoltării tehnologiei interne și a diversificării industriale
Textul integral al Țintei 9.b este: „Sprijinirea dezvoltării tehnologice interne, a cercetării și inovației în țările în curs de dezvoltare, inclusiv prin asigurarea unui mediu politic propice, pentru diversificarea industrială și adăugarea de valoare mărfurilor".
Această țintă are un singur indicator: indicatorul 9.b.1 reprezintă „Ponderea valorii adăugate de industria de medie și înaltă tehnologie în valoarea adăugată totală”.

### Ținta 9.c: Acces universal la tehnologia informației și comunicațiilor

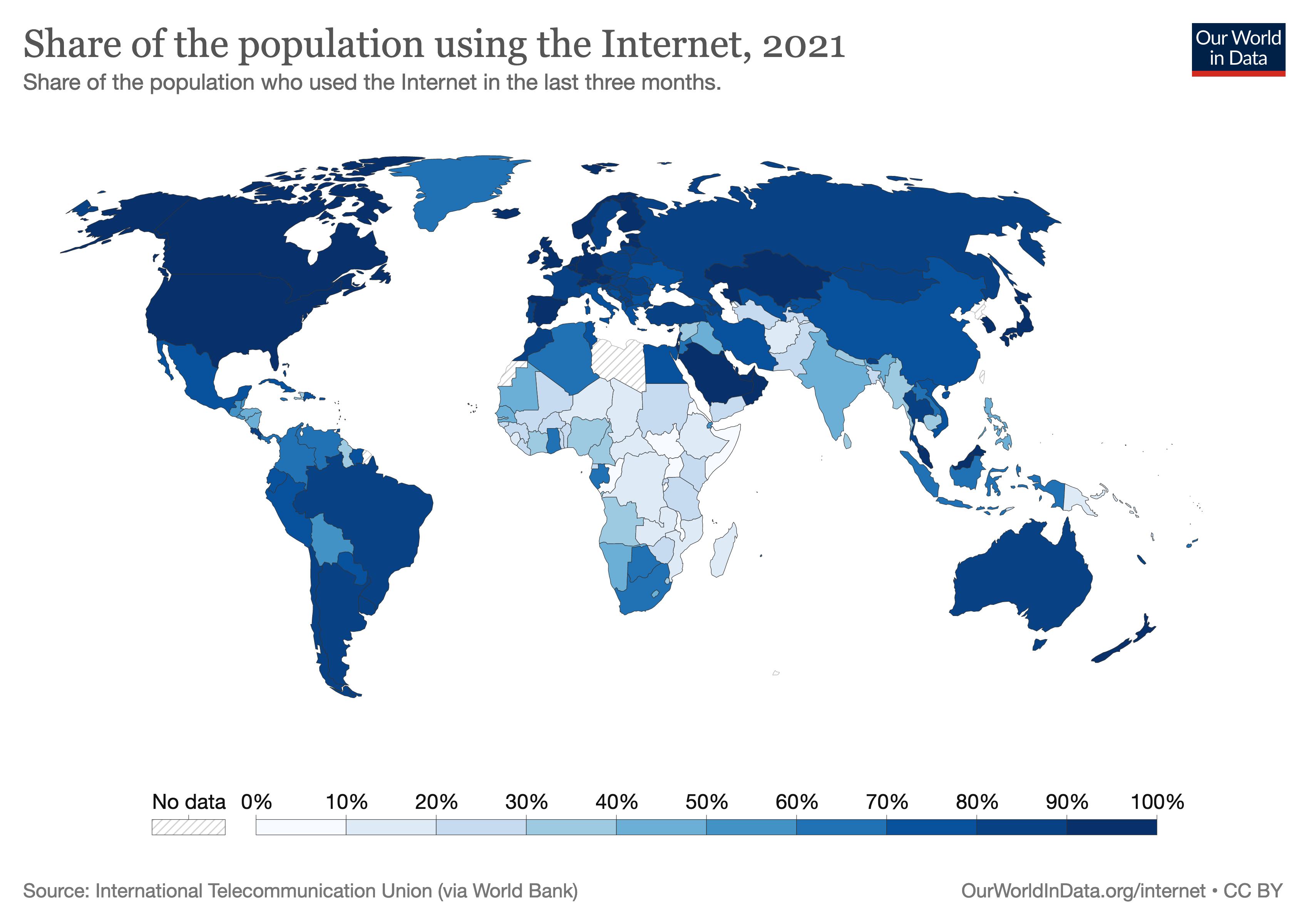
Harta lumii pentru indicatorul 9.c.1: Ponderea populației care utilizează internetul

Textul integral al Țintei 9.c este: „Creșterea în mod semnificativ a accesului la tehnologia informației și comunicațiilor și depunerea de eforturi pentru a oferi acces universal și accesibil la internet în țările cel mai puțin dezvoltate până în 2020".
Această țintă are un singur indicator: „Ponderea populației cu acces la o rețea mobilă, după tehnologie”.
Indicatorul, respectiv acoperirea semnalului de telefonie mobilă, a înregistrat o creștere majoră. În zonele anterior „neconectate” ale globului, 85% dintre oameni au acum acces la o rețea mobilă. La nivel mondial, 95% din populație era acoperită de o rețea mobilă în 2017.
Milioane de oameni încă nu pot accesa internetul din cauza costurilor, acoperirii sau din alte motive. Se estimează că doar 53% din populația lumii sunt utilizatori de internet. Estimările sugerează că până la sfârșitul anului 2020 va fi atins un grad de utilizare globală a internetului de doar 57% și 23% în țările cel mai puțin dezvoltate, departe de cerințele țintei 9.c.

### Agenții custode
Agențiile custode au sarcina de a măsura progresul indicatorilor:
- pentru indicatorul 9.1.1: Banca Mondială (BM)
- pentru indicatorul 9.1.2: Organizația Aviației Civile Internaționale (ICAO) și Forumul Internațional al Transporturilor - Organizația pentru Cooperare și Dezvoltare Economică (ITF-OECD)
- pentru ambii indicatori ai Țintei 9.2, pentru indicatorul 9.3.1 și indicatorul 9.b.1: Organizația Națiunilor Unite pentru Dezvoltare Industrială (UNIDO).
- pentru indicatorul 9.3.2: Organizația Națiunilor Unite pentru Dezvoltare Industrială (UNIDO) și Banca Mondială (BM)
- pentru cei doi indicatori ai Țintei 9.4: Organizația Națiunilor Unite pentru Dezvoltare Industrială (UNIDO) și Agenția Internațională pentru Energie (AIE)
- pentru cei doi indicatori ai Țintei 9.5: Institutul UNESCO pentru Statistică (UNESCO-UIS)
- pentru indicatorul 9.a.1: Organizația pentru Cooperare și Dezvoltare Economică (OCDE)
- pentru indicatorul 9.c.1: Uniunea Internațională pentru Telecomunicații (ITU)

## Provocări

### Impactul pandemiei de COVID-19
Chiar înainte ca pandemia COVID-19 să înceapă în 2020, se constatase că rata de creștere a producției mondiale este în declin. Pandemia a lovit puternic industriile și a provocat întreruperi în lanțurile valorice de bunuri și în aprovizionarea acestora, a afectat digitizarea afacerilor și a serviciilor, cum ar fi videoconferințele, asistența medicală, munca la distanță etc..

## Monitorizare și progres
Forumul Politic la Nivel Înalt pentru Dezvoltare Durabilă al ONU (High-level Political Forum on Sustainable Development - HLPF) se întrunește în fiecare an pentru monitorizarea globală a ODD, sub auspiciile Consiliului Economic și Social al Națiunilor Unite. Rapoartele de progres la nivel înalt pentru toate ODD-urile sunt publicate de Secretarul General al Națiunilor Unite. Actualizările și progresele pot fi găsite și pe site-ul SDG, care este gestionat de Națiunile Unite.

## Legături cu alte ODD
Obiectivele de Dezvoltare Durabilă sunt interdependente. ODD 9 - Industrie, inovare și infrastructură are un impact direct asupra celorlalte 16 ODD.